# Jacob Roggeveen
Jacob Roggeveen (Middelburg, 1º febbraio 1659 – Middelburg, 31 gennaio 1729) è stato un navigatore olandese, uno dei maggiori esploratori dell'Oceano Pacifico orientale.

## Biografia
Scoprì nel 1722 numerose isole, tra cui la Samoa, l'isola di Pasqua e altre minori. Il giorno di Pasqua del 1722 Roggeveen fu il primo europeo ad approdare sull’isola di Rapa Nui, nel mezzo dell’Oceano Pacifico meridionale. Per celebrare la scoperta, battezzò il luogo col nome di “Isola di Pasqua” e diede il via a un lungo periodo di spedizioni ed esplorazioni. Esplorò inoltre per primo le coste delle isole Salomone e della Nuova Guinea ancora sconosciute e giunse a Batavia. Lì venne arrestato per aver violato il monopolio della Compagnia olandese delle Indie orientali e le sue navi furono confiscate. Dopo una lunga causa nei Paesi Bassi, la Compagnia olandese delle Indie orientali fu poi costretta a risarcirlo per le perdite subite e a pagare il suo equipaggio.